# Wataniya Airways
Wataniya Airways fue una aerolínea con sede en el Aeropuerto Internacional de Kuwait, Kuwait. La aerolínea fue fundada en 2005 y recibió el AOC en julio de 2008. Inició sus operaciones con un Airbus A320 en enero de 2009 desde la terminal de aviación general Sheikh Saad y efectuaba vuelos desde Kuwait a destinos del Golfo Pérsico y Oriente Medio. Wataniya Airways fue la primera aerolínea comercial en efectuar vuelos desde la terminal de aviación general Sheikh Saad. Los  A320 tenían una configuración de doble cabina compuestas de clase business y clase turista.

## Historia

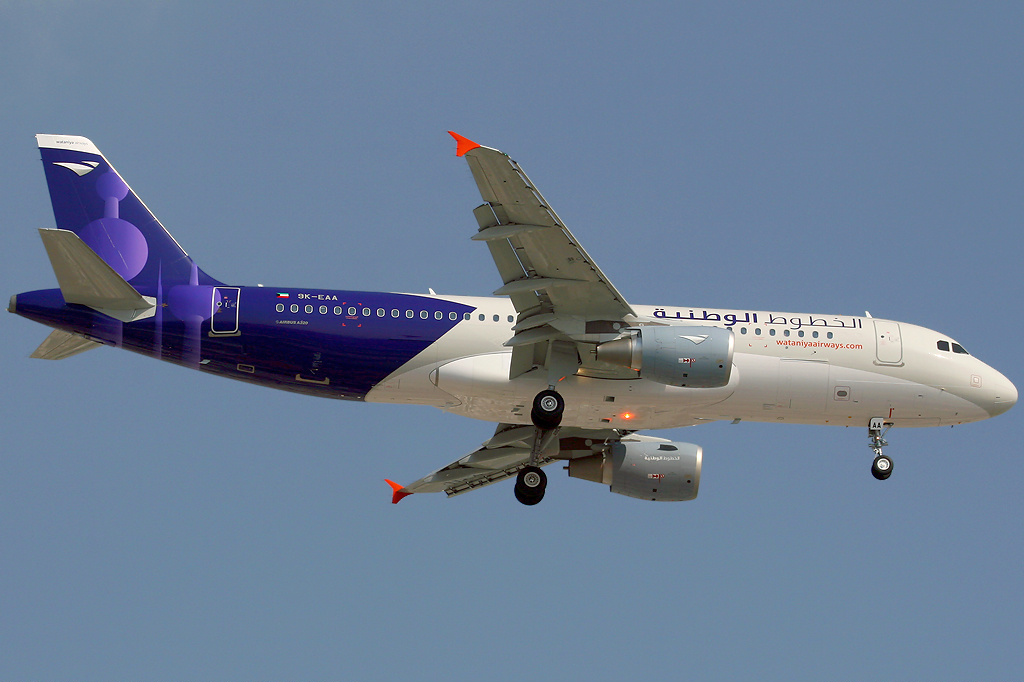
Un Airbus A320-200 de Wataniya Airways en el Aeropuerto Internacional de Dubái. (2009)

Wataniya Airways fue fruto de la liberalización del mercado aeronáutico por parte del Gobierno de Kuwait en 2005 y fue fundada por empresas kuwaitíes incluyendo Kipco y Global Investment House. La aerolínea lanzó una oferta de 350 millones de acciones en enero de 2006, equivalente al 70% de su capital de cincuenta millones de dólares de Kuwait (188 millones de dólares estadounidenses), y cotizando en el Kuwait Stock Exchange desde finales de 2008.
La seña de identidad de Wataniya Airways fue creada por el Peter Schmidt Group y presentada en público en mayo de 2008. El timón de cola de los aviones de Wataniya Airways es violeta, y representando el símbolo internacional de Kuwait—las Torres Kuwait.
La aerolínea cesó sus operaciones en septiembre de 2018.

## Destinos
Wataniya Airways vuela a los siguientes destinos (en febrero de 2010):
- Baréin
  - Aeropuerto Internacional de Baréin
- Egipto
  - Alejandría - Aeropuerto Internacional de Alejandría [comienza el 1 de junio de 2010]
  - El Cairo - Aeropuerto Internacional de El Cairo
  - Sharm el-Sheikh - Aeropuerto Internacional de Sharm el-Sheikh
- Jordania
  - Amán - Aeropuerto Internacional Queen Alia
- Kuwait
  - Ciudad de Kuwait - Aeropuerto Internacional de Kuwait Hub
- Líbano
  - Beirut - Aeropuerto Internacional Rafic Hariri
- Arabia Saudita
  - Jeddah - Aeropuerto Internacional Rey Abdulaziz
- Siria
  - Damasco - Aeropuerto Internacional de Damasco
- Emiratos Árabes Unidos
  - Dubái - Aeropuerto Internacional de Dubái

## Cabina
Wataniya Airways ofrece dos clases de servicio: Primera clase y turista superior.
- Primera Clase ofrece 26 asientos en una configuración de 2×2, con una separación entre asientos de 44 pulgadas.
- Turista superior ofrece 96 asientos en configuración de 3×3, con una separación entre asientos de 34 pulgadas.

## Flota
En diciembre de 2010 la flota de la aerolínea estaba formada por:
Tres nuevo Airbus A320 serán alquilados y entregados en 2010 desde la compañía holandesa AerCap Holdings por un periodo de nueve años. Wataniya Airways planea tener al menos doce aeronaves (incluyendo aviones de fuselaje ancho) en 2012.